# Westwood
Westwood Studios（ウエストウッド・スタジオ）は、かつて存在したアメリカ合衆国ネバダ州ラスベガスのコンピュータゲーム開発企業。2003年にエレクトロニック・アーツに買収・吸収され、その一部門となった。

## 過去の製品
- Battletech: The Crescent Hawk's Inception　1989年リリース。RPG。
- Circuit's Edge　1989年リリース。
- DragonStrike　Dungeons & Dragonsをベースに1990年に制作されたRPG。NES対応製品も1992年に発売。
- Dune II シリーズ　1992年リリース。RTSゲーム。
- The Legend of Kyrandia シリーズ　1992年リリース。アドベンチャーゲーム。富士通FM TOWNSにも移植された。
- Lands of Lore シリーズ　1993年リリース。RPG。
- コマンド&コンカーシリーズ　1995年リリース。RTSゲーム。
- ブレードランナー　1997年リリース。リアルタイムアドベンチャーゲーム。
- Emperor: Battle for Dune 　2001年リリース。Westwood Studiosの最初の3DRTSゲーム。
- Earth & Beyond　2002年リリース。MMORPG。
- Nox　2000年リリース。RPG。
- Pirates: The Legend of Black Kat